# Битва при Мариньяно
Битва при Мариньяно (фр. Bataille de Marignan) — решающее сражение Войны камбрейской лиги. Произошло 13—14 сентября 1515 года у города Мариньяно (сейчас — Меленьяно, к юго-востоку от Милана) между армией французского короля Франциска I, также включавшей отряды венецианцев и немецких наёмников, и швейцарскими наёмниками миланского герцога Массимилиано Сфорца.

## Предыстория
1 января 1515 года королём Франции стал молодой Франциск Ангулемский, который будет править под именем Франциска I. Во время коронации Франциск принял на себя также титул герцога Миланского, подтвердив тем самым династические претензии своего предшественника Людовика XII на Милан. Не пугаясь неудач, которые преследовали французскую армию на Апеннинах в последние годы жизни Людовика, летом 1515 г. Франциск I возобновил союз с Венецией и собрал новую армию в Дофине. Она насчитывала 40 000 человек и около 70 орудий. Командовали армией сам король и маршал Джан Джакомо Тривульцио.
Силы антифранцузской коалиции (Испания, Папская область и швейцарцы, фактические хозяева Милана) заняли главные альпийские перевалы. Но французы, по совету Тривульцио, проникли в Паданскую равнину через Аржантьерский перевал и долину Стура. У Виллафранки 12 августа отряд французов окружил и заставил капитулировать корпус миланской кавалерии, в плен попал его командующий — знаменитый кондотьер Просперо Колонна. Получив известие об этом, швейцарцы отступили в Милан.
Армия короля Франции беспрепятственно захватила западную часть Миланского герцогства. Вскоре Франциск I подошёл к столице Ломбардии и разбил свой лагерь в Мариньяно, поджидая союзников-венецианцев. 8 сентября между королём и конфедерацией было заключено мирное соглашение, по которому Милан переходил под контроль Франции.
Однако папскому агенту кардиналу Шиннеру удалось настроить часть швейцарских войск, недавно прибывших из-за Альп, против договора. Более 20 000 швейцарцев, вдохновлённых перспективой богатой добычи, вышли из города через Римские ворота и двинулись на французский лагерь.

## Ход сражения

### 13 сентября
Швейцарцы достигли Мариньяно утром 13 сентября. Они решили применить свою обычную тактику, которая уже принесла им успех против войск короля Франции в сражении при Новаре: с ходу атаковать неприятельский лагерь сомкнутыми колоннами пикинёров. Чтобы обеспечить себе преимущество внезапности, швейцарские офицеры приказали двигаться бесшумно, без обычного боя барабанов.
Но французы вовремя узнали о приближении опасности. Пехота, большую часть которой составляли ландскнехты, построилась в боевой порядок, приготовивишись к началу сражения. Тем не менее швейцарцы провели быструю атаку и захватили несколько французских орудий. Но развить успех они не смогли — помешала атака тяжёлой французской кавалерии во главе с Франциском, которая нанесла удар во фланг. В то же время ландскнехты, охранявшие пушки, контратаковали и вытеснили швейцарцев со своих позиций. Так сорвался первоначальный план защитников Милана — они не смогли первой же атакой захватить французский лагерь и нейтрализовать вражескую артиллерию.
Теперь швейцарцы были вынуждены отступить и предпринимать новые атаки на французские укрепления. Но они также не увенчались решительным успехом. Фронтальная линия лагеря французов была обращена на открытую местность, которая отлично простреливалась — это ослабляло атакующий порыв противника. Французские жандармы под командованием короля и Луи де Ла Тремуйля не прекращали наносить швейцарцам фланговые удары. «Таким путём было предпринято 30 славных атак, и ни об одной в будущем нельзя было сказать, что от конницы не больше пользы, чем от зайцев в доспехах», — позднее писал матери Франциск I.
Всё это привело к тому, что швейцарцы так и не смогли ворваться в лагерь французов. Сражение шло весь день до полуночи, когда из-за пыли, порохового дыма и наступления темноты видимость упала настолько, что продолжать битву было невозможно. Стороны заключили перемирие и остановились на отдых недалеко друг от друга; Франциск I спал на лафете.

### 14 сентября
Ночью 14 сентября швейцарские капитаны, собравшись на совет, приняли решение продолжать бой, несмотря на большие потери от огня французской артиллерии. Король Франции перегруппировал свою армию, собрав всю пехоту воедино. Теперь центром французских войск командовал он сам и Тривульцио, левым флангом — коннетабль Бурбон, а правым — родственник короля, герцог Алансонский.
На рассвете сражение возобновилось. Фаланга швейцарцев вновь двинулась на построения французов. Артиллерия, сведённая в одну большую батарею, наносила им ещё более сильный ущерб, но всё же в центре наступающие смогли захватить несколько пушек. Ожесточённый контрудар кавалерии во главе с Франциском I и Баярдом заставил швейцарцев отойти.
Удачнее развивалась их атака на правом фланге, где войска герцога Алансонского начали отступать. Победа склонялась на сторону швейцарцев, но в восемь часов утра на поле битвы прибыл отряд венецианской лёгкой кавалерии, которым командовал кондотьер республики Бартоломео д’Альвиано. Конники д’Альвиано атаковали швейцарцев с тыла. Наступательный порыв швейцарцев, обескровленных за два дня сражения, иссяк, а прибытие подкрепления к противнику негативно повлияло на их боевой дух. Сражение превратилось в настоящую резню. Через три часа оставшиеся в живых швейцарцы, среди которых было много раненых, начали отступление к Милану. Победа осталась за французами и их союзниками.
Маршал Тривульцио, полвека воевавший в Италии, назвал сражение при Мариньяно «битвой гигантов». После завершения битвы Франциск I был посвящён в рыцари прямо на поле боя Баярдом.

## Последствия

### Политические
Битва при Мариньяно решила исход войны. Швейцарцы очистили Ломбардию, а 4 октября Франциск I торжественно вступил в Милан, за владение которым Франция боролась пятнадцать лет. 11 декабря состоялась встреча Франциска и папы в Болонье, результатом которой стал мирный договор, отдававший французам Парму и Пьяченцу (были присоединены к Милану). Позже права французов на Милан признал и Карл V.
Важнейшим следствием победы при Мариньяно стал «вечный мир», заключённый между королём Франции и швейцарской конфедерацией во Фрибурге (29 ноября 1516 года). По его условиям швейцарцы отказывались от посягательств на Милан (в обмен на денежную компенсацию) и заключали союз с Францией. Король получал право вербовать наёмников в немецких кантонах Швейцарии. В будущем швейцарские отряды станут неизменными участниками военных кампаний Франциска I и Генриха II, а затем — элитными частями французской армии. Договор во Фрибурге заложил основы швейцарской политики нейтралитета, прекратив все попытки агрессии конфедерации на запад и на юг.

### Культурные
Победоносный поход Франциска I в Италию способствовал распространению идей Ренессанса среди французской знати и интеллигенции; годы правления Франциска I и его сына Генриха II считаются временем наивысшего расцвета французского Возрождения.
После победы при Мариньяно Франциск I познакомился с великим итальянским художником и учёным Леонардо да Винчи, жившим при дворе Массимилиано Сфорца. Король Франции предложил Леонардо да Винчи, лишившемуся покровителя, переехать в его страну. В 1516 году художник принял приглашение монарха. С собой он взял группу учеников и любимую картину — «Мону Лизу». Так одно из самых известных произведений живописи в мире оказалось во Франции.
Участником битвы при Мариньяно был Ульрих Цвингли — один из лидеров Реформации, а на тот момент — 30-летний священник из Гларуса. Своими глазами увидев истребление тысяч соотечественников, Цвингли сделался противником наёмничества, хотя до того он с восхищением относился к подвигам швейцарцев на иностранной службе. Через несколько лет это приведёт к одному из первых конфликтов Цвингли с папством.

## Значение для развития военного дела
Мариньяно стало первым крупным поражением швейцарской пехоты и развеяло миф о её непобедимости. На специальной медали, отчеканенной в 1515 году, портрет Франциска I сопровождался надписью primus domitor Helvetorum — «первый усмиритель швейцарцев».
Ход сражения показал, что тактика массированного лобового удара неэффективна против умело применяемой артиллерии. За два дня швейцарцы так и не смогли захватить французский лагерь, который защищался не столько ландскнехтами, сколько огнём пушек.
В то же время битва при Мариньяно в очередной раз подчеркнула возросшую роль артиллерии на войне. В первой четверти XVI века артиллерия окончательно выделяется в особый род войск. Её главной задачей становится истребление живой силы противника, а не перестрелка со своими визави. Этому способствовало развитие военно-инженерной мысли и, в частности, повышение скорострельности и поражающей способности орудий.

## В искусстве
- Франсуа Рабле во второй книге «Гаргантюа и Пантагрюэля» (1533) упоминает об огромном швейцарском солдате по прозвищу Бернский Бык, который при Мариньяно сумел прорваться к укреплениям французов и заклепать несколько пушек, но впоследствии был убит[9].
- Битве при Мариньяно посвящена песня (шансон) французского композитора Клемана Жанекена[10].
- В романе Александра Дюма «Двадцать лет спустя» (1845) говорится, что предок Атоса, Ангерран де Ла Фер, сражался при Мариньяно и подал королю свою шпагу, когда тот сломал свою. Впоследствии Ангерран был награждён орденом Святого Михаила. «То было время гигантов», — заключает Атос[11], очевидно, намекая на слова Тривульцио.

## Комментарии
1. ↑  Аржантьерский перевал (фр. col de l'Argentière; итал. colle della Maddalena) тогда считался непроходимым. Чтобы его преодолеть, французам пришлось взрывать скалы и переносить пушки на руках.